# Charles Herman Breecher
Charles Herman Breecher (* 26. Juli 1916 als Karl Hermann Brecher in Wien, Österreich-Ungarn; † 2. Dezember 1983 in Washington, D.C.) war ein österreichisch-US-amerikanischer Diplomat.

## Leben und Wirken
Charles Herman Breecher wurde am 26. Juli 1916 als Sohn von Siegfried und Elisabeth M. Brecher (geborene Friedländer) geboren und auf den Namen Karl Hermann getauft. Von etwa 1933 bis 1938 studierte er Rechtswissenschaft an der Universität Wien und emigrierte nach dem Anschluss Österreichs im Jahre 1939 nach Belgien. Hier hatte er in den Jahren 1939 bis 1940 eine leitende Stellung bei einer US-amerikanischen Organisation, ehe es ihm im Jahre 1940 ermöglicht wurde, in die Vereinigten Staaten zu kommen. Nach einem weiterführenden Studium an der DePaul University in Chicago, Illinois, in den Jahren 1940 bis 1941 war er von 1940 bis 1942 als Buchprüfer einer Grundstücksfirma tätig.
Nach Erhalt der US-amerikanischen Staatsangehörigkeit im Jahre 1942 wurde Brecher, der seinen Namen mittlerweile auf Charles Herman Breecher umändern hat lassen, zum Kriegsdienst in die United States Army eingezogen. In dieser diente er bis zum Ende des Zweiten Weltkrieges im Jahre 1945 und war danach bis 1946 wieder als Buchprüfer tätig. In diesem Jahr heiratete er auch Renee Senel. Danach arbeitete er von 1946 bis 1947 als Assistent eines Comptrollers, ehe er in den Jahren 1948/49 als Assistant Chief of Section beim Office of Military Government for Germany (U.S.), kurz OMGUS, tätig war. 1949 wechselte er als Verkehrsfachmann der Industrial Division des Eco-Affairs-Büro des U.S. High Commissioner for Germany (HICOG) nach Bonn. Bei genannter Einrichtung war er daraufhin von 1950 bis 1953 als Attaché für Transportwesen beschäftigt, ehe er im Jahre 1954 die Examen zum staatlich anerkannten Buchprüfer (Certified Public Accountant (CPA)) ablegte. Ab diesem Jahr stieg er zum stellvertretenden Abteilungsleiter und Attaché des HICOG auf und arbeitete gleichzeitig bei der US-Botschaft in Bonn (Schloss Deichmannsaue).
Seine rechtswissenschaftlichen Studien setzte er abermals an der La Salle Extension University (LSEU) in Chicago fort und schloss diese 1957 mit einem LL.B. ab. Daraufhin arbeitete er von 1957 bis 1959 als Programmreferent der Operations-Abteilung des US-Außenministeriums in Tunesien. 1959 wurde er zum Direktor der Nordafrika-Abteilung, sowie zum Personalchef für Afrika-Europa-Programme der International Cooperation Administration in Washington, D.C. ernannt und war in diesem Amt bis zur Auflösung der Agency im Jahre 1961 aktiv. Nachdem er 1962 als Wirtschaftsberater der US-Delegation bei der NATO und der europäischen Organisation in Paris fungierte, war er in gleicher Position von 1963 bis 1966 bei der Organisation für wirtschaftliche Zusammenarbeit und Entwicklung, ebenfalls in Paris, tätig. Parallel hierzu war er im Jahre 1965 Attaché an der US-Botschaft sowie von 1962 bis 1966 Special Assistan der US-Delegation für Wirtschaftsfragen der NATO. Ab 1967 war er Leiter des Ostasiatischen Büros des Office of Development and Planning und ab 1971 Programmreferent beim United States Agency for International Development, in dem die International Cooperation Administration im Jahre 1961 aufging. Während seiner Dienstzeit in der International Cooperation Administration wurde Breecher im Jahre 1960 mit dem Superior Honor Award ausgezeichnet.
Am 2. Dezember 1983 starb Breecher 67-jährig in Washington, D.C. und wurde drei Tage später am Arlington National Cemetery beerdigt.